# 袁湛
袁湛（370年代初—418年），字士深，陳郡陽夏（今河南太康）人。東晉歷陽太守袁耽孫。東晉官員，官至尚書右僕射，本州大中正。其女袁齊媯後成為南朝宋宋文帝的皇后。

## 生平
袁湛年輕時與弟袁豹同得從外祖父謝安賞識，謝安更將侄兒謝玄的女兒嫁了給袁湛。袁湛早年歷任衞軍行參軍，員外散騎，通直正員郎，中軍功曹等職。元興元年（402年）桓玄擊敗司馬元顯後任太尉並執掌朝政，以袁湛參其軍事，袁湛在桓玄掌政時又歷任中書黃門侍郎及撫軍將軍桓脩的長史。
元興三年（404年），劉裕起兵討伐桓玄，任命袁湛為自己的諮議參軍。後遷尚書吏部郎、司徒左長史、侍中，並以隨同征討桓玄的功勞而封晉寧縣五等男。後又歷任太尉長史，左民尚書，吏部尚書等職。後又外任吳興太守，秩中二千石，任內處事和洽適當，得當地官民稱許。後入朝補中書令，又曾外任吳國內史，亦秩中二千石。義熙十二年（416年）升尚書右僕射、本州大中正。同年以兼太尉身份與兼司空范泰一同授予劉裕宋公、九錫禮遇。其時劉裕正進行北伐，袁湛等人就隨軍至洛陽。當時眾人在洛陽，范泰等人都認為他們任務還未完成，不應該拜謁洛陽的晉帝皇陵，不過袁湛就自行去拜陵，得當時人讚美。
義熙十四年（418年），袁湛去世，獲贈左光祿大夫。至元嘉元年（424年）宋文帝劉義隆即位，立了袁湛女袁齊媯為皇后，袁湛以皇后父親獲追贈侍中、左光祿大夫、開府儀同三司，諡為晉寧敬公。

## 逸事
謝絢是袁湛外甥，曾經在公事場合對袁湛不禮。謝絢父謝重亦對他的一眾舅父並不尊敬，袁湛於是嚴肅的說：「汝便是兩世無渭陽情。」指斥謝重和謝絢兩代都沒有舅甥之情。謝絢聽後面有愧色。

## 家庭

### 妻妾
- 謝氏，袁湛妻，謝玄女。
- 王氏，地位卑賤，生袁齊媯，後獲宋孝武帝追贈豫章郡新淦縣平樂鄉君。[3]

### 子女
- 袁淳，早卒
- 袁齊媯，庶女，嫁劉義隆，南朝宋文元皇后。[3]

## 延伸阅读
[在维基数据编辑]
 《宋書·卷52》，出自沈约《宋书》
 《南史·卷26》，出自李延壽《南史》